# Donja Previja
Donja Previja (cyr. Доња Превија) – wieś w Bośni i Hercegowinie, w Republice Serbskiej, w gminie Ribnik. W 2013 roku liczyła 404 mieszkańców.